# Encierro

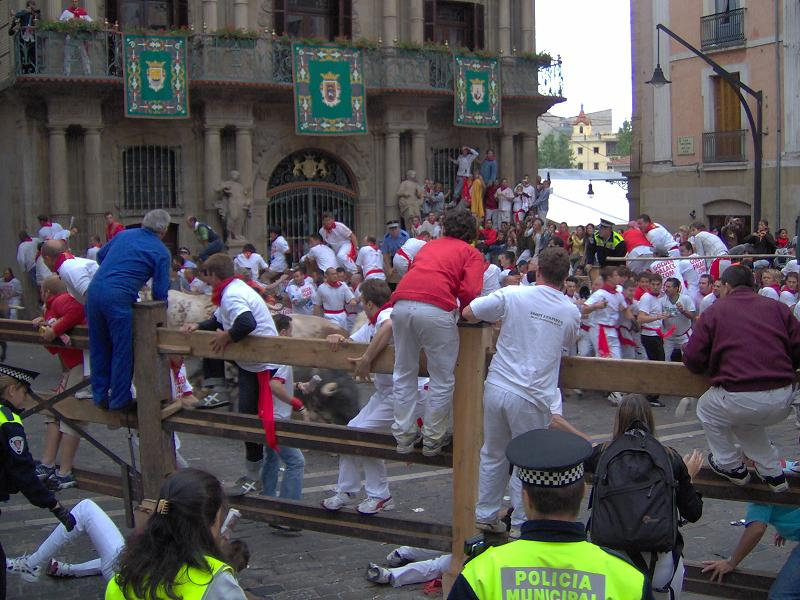
Encierro di Pamplona.

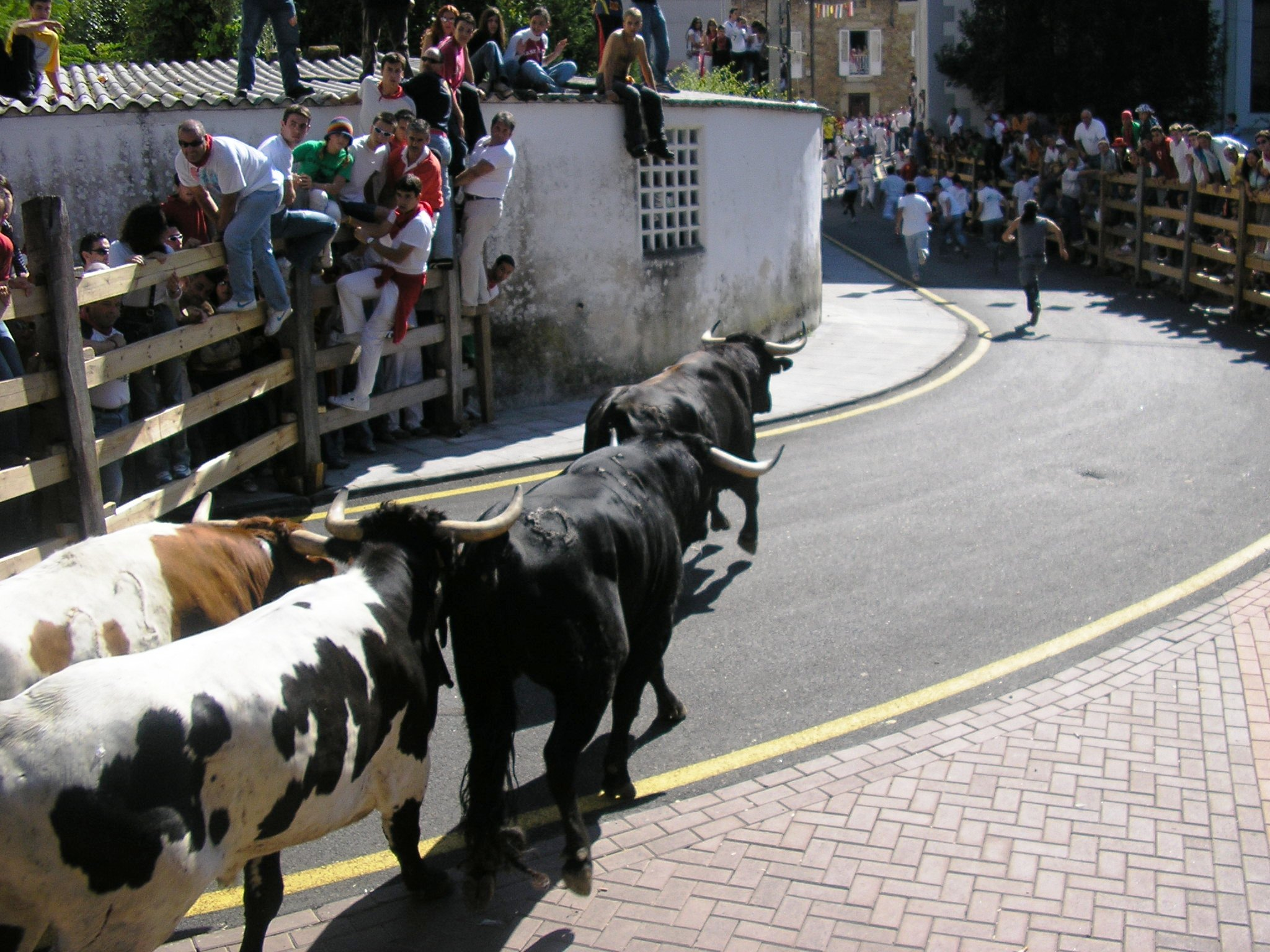
I tori in uscita dalla plaza de toros di Ampuero.

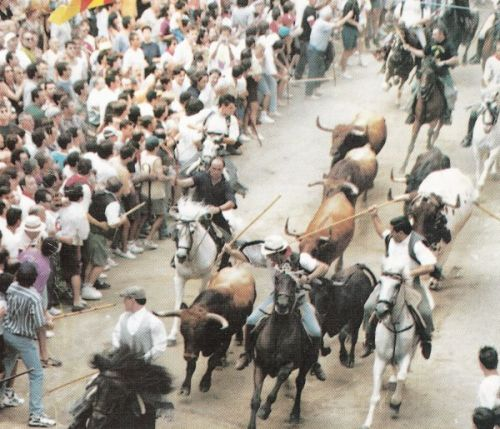
Entrata dei tori nell'encierro di Segorbe

L'encierro (letteralmente chiusura) è un'operazione preliminare alla corrida in Spagna, che consiste sostanzialmente nel trasferimento dei tori dal recinto in cui vengono portati alcuni giorni prima dello spettacolo fino all'interno del corral, il recinto dell'arena, in cui vengono rinchiusi (da cui il nome). In molte località (è noto quello di Pamplona) non si tratta di una semplice operazione pratica, ma di un vero e proprio spettacolo popolare al quale gli appassionati prendono parte correndo insieme ai tori, che vengono generalmente guidati da un gruppo di buoi (chiamati in spagnolo cabestros), che conoscono già il percorso.

## L'evento
Il tracciato è obbligato solo per i tori, e il pubblico scende in strada, per quella che potrebbe considerarsi una prova di coraggio. Più esattamente il branco di animali (mai numeroso), è costretto a percorrere strade anche cittadine, che di solito conducono alla plaza de toros. Più tardi, nel pomeriggio, si svolgerà la corrida, che vedrà protagonisti gli stessi animali che nel mattino hanno corso l'encierro.
L'encierro si svolge solitamente nelle ore del mattino, in un percorso urbano che nei punti dove non delimitato da edifici viene per l'occasione recintato. Nelle manifestazioni maggiori si prevedono due recinti, di modo che gli spettatori si possano sedere sul recinto più esterno, mentre la zona compresa tra i due recinti viene usata come via di fuga dai corridori. Per questo motivo esistono dei buchi già predisposti sigillati da una sorta di tombini di metallo, e al momento di montare i recinti gli operai non devono fare altro che alzare il coperchio e piantare i pali. L'intera operazione non dura che un'ora o poco più e i recinti vengono smontati al termine dell'evento.
La possibilità di scendere in strada è riservata ai maggiorenni; in alcuni casi si permette la partecipazione a chi ha compiuto i 16 anni; sono balzati alla cronaca occasioni in cui dei minorenni si sono infilati in un encierro, alcune volte anche risultando feriti, creando dubbi sulle misure di sicurezza e autorizzazioni alla partecipazione.

In linea generale i corridori più esperti cercano di avvicinarsi il più possibile agli animali in corsa senza toccarli, mentre il più delle volte sono i corridori inesperti ad originare inciampi ed intasamenti che possono provocare vere e proprie tragedie.

## Encierrofamosi
A livello internazionale, l'encierro più noto è quello che si svolge a Pamplona, in Navarra, nei giorni tra il 7 ed il 14 luglio, in occasione della Festa di San Firmino, il patrono locale. Ogni mattina TVE 1 trasmette in diretta l'evento.
Altra località conosciuta per l'encierro è San Sebastián de los Reyes nella Comunità di Madrid che viene così chiamata la Pamplona chica (piccola Pamplona), l'appuntamento si tiene il 28 agosto. Nell'anno 2005 si formò un tappo all'entrata della plaza de toros in seguito a una caduta di alcuni partecipanti, ed i tori in arrivo non esitarono a passare sopra, calpestandoli, ai malcapitati che ostruivano l'entrata.
Un'altra località che si fregia del titolo di "Pamplona chica" è la cittadina di Ampuero, in Cantabria. Lì, a differenza della maggior parte delle corse, i tori non partono da un punto ed arrivano nella plaza de toros, bensì da lì escono, compiono un breve percorso e poi, davanti ad una staccionata eretta per l'occasione vengono fatti tornare indietro verso il punto da cui sono partiti.
Un encierro noto è quello di Cadice, tra i più pericolosi per le pochissime vie di fuga disponibili, in quanto l'encierro si svolge in strette stradine del centro storico.
È comunque una manifestazione molto diffusa in molte altre città della Spagna.